# Aeolocoelotes unicatus
Espèce
Synonymes
- Coelotes unicatus Yaginuma, 1977

Aeolocoelotes unicatus est une espèce d'araignées aranéomorphes de la famille des Agelenidae.

## Distribution
Cette espèce est endémique du Japon. Elle se rencontre sur Honshū, Shikoku et Kyūshū.

## Description
La femelle holotype mesure 11,8 mm et le mâle paratype 9,7 mm.
Les mâles mesurent de 10,0 à 13,0 mm et les femelles de 9,0 à 15,0 mm.

## Systématique et taxinomie
Cette espèce a été décrite sous le protonyme Coelotes unicatus par Yaginuma en 1977. Elle est placée dans le genre Aeolocoelotes par Okumura en 2020.

## Publication originale
- Yaginuma, 1977 : « Spiders from limestone caves of Akiyoshi-dai Plateau, Yamaguchi Prefecture, Japan (II). » Acta Arachnologica, vol. 27, p. 1-21.